# Piaseczno (obwód grodzieński)
Piaseczno (biał. Пясочная, ros. Песочная) – wieś na Białorusi, w obwodzie grodzieńskim, w rejonie korelickim, w sielsowiecie Żuchowicze, przy drodze republikańskiej .
Dawniej wieś i folwark. Do 1939 leżało w Polsce, w województwie nowogródzkim, w powiecie stołpeckim.